# Harry Vanda
Harry Vanda (eigentlich Johannes Jacob Hendrickus Vandenberg; * 22. März 1946 in Den Haag, Niederlande) ist ein australischer Popmusiker, Sänger, Gitarrist, Songschreiber und Produzent.
Vandas Familie wanderte Anfang der 1960er Jahre von den Niederlanden nach Australien aus und ließ sich in Sydney nieder. Vanda wurde Mitte der 1960er Jahre mit der seinerzeit erfolgreichsten Popband Australiens, The Easybeats, als Gitarrist und Songschreiber bekannt. Zusammen mit dem Rhythmusgitarristen der Easybeats, George Young, schrieb er alle späteren Hits der Gruppe, einschließlich des Welthits Friday on My Mind.
Vandas erste Frau Pam beging Mitte der 1960er Jahre Suizid, gerade als die Easybeats im Begriff waren, nach London umzuziehen. Vanda musste seinen kleinen Sohn in der Obhut seiner Familie in Holland lassen.
Mitte der 1970er Jahre, nach der Auflösung der Easybeats, kehrten Vanda und Young nach Australien zurück und begannen, als Produzententeam zu arbeiten. Ab 1974 hatten sie etliche Erfolge zu verzeichnen. Sie schrieben und produzierten Hits u. a. für John Paul Young, Cheetah, Stevie Wright, Rose Tattoo, The Angels, William Shakespeare, Mark Williams und vor allem für AC/DC, bei denen George Youngs Brüder  Malcolm und Angus spielen.
Zusammen mit George Young zog Vanda Ende der 1970er Jahre das Bandprojekt Flash and the Pan auf, das einige Hits, auch in Europa, zu verzeichnen hatte.